# ルノー2世 (ヌヴェール伯)
ルノー2世（フランス語：Renaud II, ? - 1089年）は、ヌヴェール伯およびオセール伯。ヌヴェール伯ギヨーム1世とエルマンガルド・ド・トネールの息子。

## 生涯
フォレ伯アルトー4世の娘イド・ド・フォレと結婚し、1子をもうけた。
- エルマンガルド - クルトネー領主ミロンと結婚

後にアニェス・ド・ボージャンシーと結婚し、以下の子女をもうけた。
- ギヨーム2世（1148年没） - ヌヴェール伯[2]
- ロベール[2]